# Бореча
49° 50′ 5″ N 16° 8′ 33″ E / 49.83472° С; 16.14250° И
Бореча (словен. Boreča, мађ. Borháza) је насељено место у словеначкој општини Горњи Петровци у покрајини Прекомурје која припада Помурској регији.

## Географија
Насеље обухвата површину од 3,49 км², на надмоској висини од 336,3 метра. Према попису из 2002 у насељу је живело 106 становника, који су се бавли пољопривредом и шумарством. Данас је већина становника запослена и број становника се стално смањује, а наставак овог тренда ускоро ће бити напуштено село. 
Бореча са налазе 94,99 км од главног града Словеније Љубљане. За разлику од околине, насеље је окружено боровом шумом. Локална црква је изграђена југоисточно од насеља у касноготичком стилу. Зграда датира из 1521. То је релативно висока једнобродна црква. Унутрашњост јој је реновирана 1739. у барокном стилу. Посвећена је Светој Ани и припада Мурскособотској епархији. Поред цркве налази се католичко гробље, а одмах иза њега је лутеранско гробље са дрвеним лутеранским звоником.
У насељу постоји ватрогасни дом и ватрогасна бригада.

## Референца
1. ↑  Сајт општине Горњи Петровци
2. ↑  Министарство за културу Републике Словеније, Регистар културне баштине бр. 2998